# Luchten

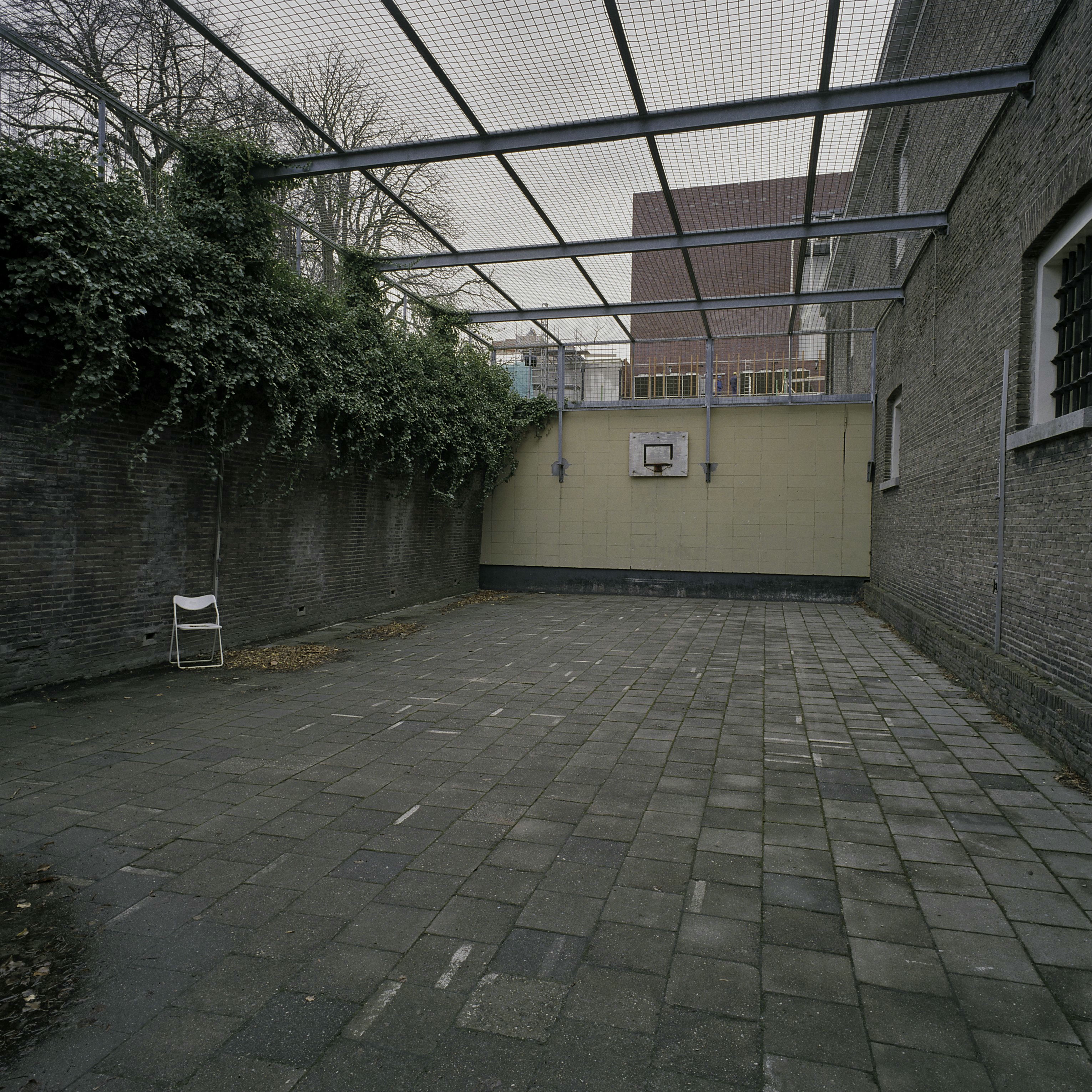
Luchtplaats van de gevangenis in Zwolle

Luchten is een term uit het gevangeniswezen. Luchten is het verblijf van een gedetineerde in de buitenlucht. In Nederland heeft elke gevangene recht op één uur per dag luchten. Luchten kan plaatsvinden onder zeer verschillende omstandigheden. Soms is de luchtplaats niet meer dan een kamer met tralies. Soms heeft de gedetineerde de beschikking over een sportveld. Op veel luchtplaatsen zijn sportfaciliteiten geplaatst.